# XVII династия
XVII династия — одна из династий фараонов, правивших в Древнем Египте во время так называемого Второго переходного периода в XVII—XVI веках до н. э. в противовес гиксосским (XV и XVI) династиям.
Наследниками этой династии были фараоны XVIII династии, объединившей Египет и создавшей Новое царство.
К данной династии относят 9 или 10 фараонов.

## История
Время правления династии египтологи относят к:
- ? −1580 гг. до н. э. — по Э. Бикерману.
- ок. 1645—1550 гг. до н. э. (ок. 100 лет') — по Ю. фон Бекерату.
- ? −1540 гг. до н. э. — по Э. Хорнунгу, Р. Крауссу и Д. Уорбертону.

В это время Египет был разделён на несколько небольших государств, подчинённых гиксосам. XVII династия правила в Фивах. Последние два фараона, Секененра Таа II и Камос, начали войну против гиксосов, которая завершилась при Яхмосе, сыне Секененра Таа II и брате Камоса. В результате Яхмосу удалось объединить Египет и создать Новое царство. Яхмос считается основателем новой, XVIII династии.

## Список фараонов
| Фараон           | Правление | Примечания |
| ---------------- | --------- | ---------- |
| Рахотеп          | 1650-?    |            |
| Собекемсаф I     |           |            |
| Иниотеф VI       |           |            |
| Иниотеф VII      |           |            |
| Иниотеф VIII     |           |            |
| Собекемсаф II    |           |            |
| Сенахтенра Таа I | ок. 1558  |            |
| Секененра Таа II | 1558-1554 |            |
| Камос            | 1569-1564 |            |